# 查拉科區
查拉科區（西班牙語：Distrito de Chalaco），是秘魯的一個區，位於該國西北部皮烏拉大區的莫羅蓬省，面積151.96平方公里，海拔高度2,200米，2005年人口9,989，人口密度每平方公里66人。
5°02′28″S 79°47′45″W / 5.0410°S 79.7959°W